# Giri Kerto
Giri Kerto is een bestuurslaag in het regentschap Sleman van de provincie Jogjakarta, Indonesië. Giri Kerto telt 7360 inwoners (volkstelling 2010).